# Michaił Smirnou
Michaił Anatolewicz Smirnou (biał. Мiхаiл Анатолевіч Смiрноў, ros. Михаил Анатольевич Смирнов, Michaił Anatoljewicz Smirnow; ur. 10 sierpnia 1967 w Mińsku) – białoruski piłkarz rosyjskiego pochodzenia występujący na pozycji obrońcy lub pomocnika.

## Kariera klubowa
Wychowanek akademii piłkarskiej Dinamo Mińsk. Następnie trenował w ROSzISP Mińsk. W 1985 roku rozpoczął seniorską karierę w Dinamo-2 Mińsk, gdzie występował przez 4 sezony. Na początku 1989 roku przeniósł się do Navbahoru Namangan, gdzie spędził jedną rundą rozgrywając w tym czasie 14 spotkań. Od połowy 1989 roku występował w Dnieprze Mogilow. W 1992 roku – po uzyskaniu przez Białoruś niepodległości – rozpoczął z tym klubem grę w nowo powstałej białoruskiej Wyszejszajej Lidze.
W połowie 1992 roku przeniósł się on do Zawiszy Bydgoszcz. W rundzie jesiennej sezonu 1992/93 rozegrał w I lidze 11 spotkań i zdobył 1 gola. W listopadzie 1992 roku odszedł do Dynamy Mińsk skąd pół roku później wypożyczono go do Torpeda Moskwa. 7 kwietnia 1993 zadebiutował w rosyjskiej ekstraklasie w przegranym 0:1 meczu ze Spartakiem Władykaukaz. Ogółem w sezonie 1993 rozegrał 2 ligowe spotkania, nie zdobył żadnego gola. Jesienią 1993 roku powrócił do Dynamy Mińsk, które zdobyło mistrzostwo kraju za sezon 1992/93 i zadebiutował w europejskich pucharach w dwumeczu przeciwko Werderowi Brema (2:5 i 1:1) w kwalifikacjach Ligi Mistrzów 1993/94.
W 1994 roku Smirnou przeniósł się do Niemiec, gdzie rozpoczął występy w zespołach grających w niższych ligach – od II do VII kategorii rozgrywkowej. W sezonie 1996/97 jako zawodnik klubu Stuttgarter Kickers zaliczył 5 spotkań w 2. Bundeslidze. Jesienią 2003 roku powrócił na Białoruś, gdzie przez krótki okres grał w Lakamatyu Mińsk, które było ostatnim klubem w jego karierze zawodniczej.